# Parque Ecológico da Serra Negra
O Parque Ecológico da Serra Negra é uma unidade de conservação ambiental brasileira, parte do chamado Mosaico do Espinhaço. Ele está localizada no distrito de Serra Negra, município de Bezerros, no estado de Pernambuco. 
Uma área protegida, ele foi criado através do decreto-lei municipal 036/89. Possui uma área de 3,24 hectares na unidade geoambiental do Planalto da Borborema.